# Włodzimierz Szczepański
Włodzimierz Szczepański, ps. Ramocki, Żywiec (ur. 9 maja 1898 w Słodowcu pod Warszawą, zm. 25 listopada 1954 w Warszawie) – polski adwokat, działacz związkowy i polityczny, poseł na Sejm w II Rzeczypospolitej, sekretarz Prezydium Zarządu Koła Parlamentarnego Obozu Zjednoczenia Narodowego w 1938 roku.

## Życiorys

### Nauka
W latach 1908–1912 uczył się w gimnazjum filologicznym w Warszawie. W 1915 r. ukończył Kursy Nauk Ekonomicznych i handlowych Zgromadzenia Kupców, następnie uczył się na wieczorowych kursach maturalnych, a później na kursach podoficerskich i dla podchorążych. Po zwolnieniu z wojska (15 lipca 1921 r.) zdał maturę i rozpoczął studia na Wydziale Prawa Uniwersytetu Warszawskiego. 18 października 1926 r. otrzymał tytuł doktora praw na Uniwersytecie Warszawskim i rozpoczął aplikację sądową, a w 1929 r. – aplikację adwokacką.

### Harcerstwo i POW
W 1913 r. wstąpił do drużyny harcerskiej im. Marcina Borelowskiego (następnie Jeremiego Wiśniowieckiego), podległej tajnej Naczelnej Komendzie Skautowej. 15 lipca 1916 r. wstąpił do POW i uczęszczał do organizowanej przez nią szkoły podoficerskiej. Od 1916 r. pracował też jako drużynowy i instruktor po utworzeniu ZHP. Od lutego 1918 r. pracował w kontrwywiadzie POW. Uczestniczył w rozbrajaniu wojsk austriackich w Lublinie i niemieckich w Warszawie.
Był ochotnikiem w wojnie 1920 r. i uczestnikiem powstań górnośląskich.

### Praca i działalność poselska
Od 1932 r. prowadził praktykę adwokacką. W wyborach do Sejmu w 1935 r. kandydował z listy BBWR, reprezentując grupę polityczną „Jutra pracy”. Uzyskał mandat z Warszawy i uczestniczył w komisjach sejmowych: pracy i prawniczej oraz był zastępcą członka w komisji budżetowej. W wyborach do Sejmu w 1938 r. ponownie uzyskał mandat i wszedł do komisji: budżetowej, pracy, prawniczej, regulaminowej oraz  dla zmiany ordynacji wyborczej.

### Wojna i po wojnie
W czasie wojny prowadził kancelarię adwokacką w Warszawie. Po powstaniu warszawskim pracował jako robotnik w cukrowni w Józefowie. W maju 1945 r. wrócił do Warszawy i wznowił praktykę adwokacką. Od 1949 r. był kierownikiem sekcji prawnej Ministerstwa Przemysłu Rolnego i Spożywczego.

## Życie prywatne
Był synem Piotra i Marii z Danielewskich. Ożenił się w 1925 r. z Reginą Skrzyńską, nauczycielką, a po 1945 r. urzędniczką, z którą miał córkę Krystynę (ur. 1938).
Zmarł 25 listopada 1954 r. Pochowany 27 listopada 1954 r. na cmentarzu w Służewie przy ul. Wałbrzyskiej w Warszawie

## Członkostwo w organizacjach
- członek zarządu Zrzeszenia Polskich Pracowniczych Związków Zawodowych (od 1923 r.)
- sekretarz generalny Centralnej Organizacji Związków Zawodowych Pracowników Umysłowych (od 1928 r.)
- wiceprezes Unii Związków Zawodowych Pracowników Umysłowych
- członek zarządu Związku Zawodowego Pracowników Handlowych, Przemysłowych i Biurowych RP
- członek Zarządu Głównego Związku Byłych Ochotników Armii Polskiej

## Książki i opracowania
- Organizacja kas chorych w świetle ustawy z dn. 19 maja 1920 r. z uwzględnieniem projektowanych zmian (1926)
- Wskazówki dla obradujących (1927)
- W organizacji i pracy przyszłość pracującej Polski (1933)
- Prawo pracy w świetle orzeczeń sądowych (1933–1938)
- Zasady obradowania (1936, 1947 jako wyd. I, 1948 jako wyd. II popr. i uzup.)
- Prawdzie w oczy przed wyborami (1935)
- Zniesienie ordynacji rodowych (1938)
- Rady zakładowe: zakres działania i funkcjonowania (1947)
- Korespondencja pracownicza (1948)
- Kodeks pracy. Teksty, objaśnienia, orzecznictwo (1948)
- Życie i prawo. Poradnik z zakresu prawa cywilnego (wspólnie z Antonim Ferskim) (1949).

## Ordery i odznaczenia
- Krzyż Niepodległości (16 marca 1937)[4]
- Krzyż Oficerski Orderu Odrodzenia Polski (1938)[5]
- Krzyż Kawalerski Orderu Odrodzenia Polski (11 listopada 1934)[6]
- Krzyż Walecznych (1921, 1922)
- Odznaka pamiątkowa Polskiej Organizacji Wojskowej (1919)